# 道の駅にしおこっぺ花夢
道の駅にしおこっぺ花夢（みちのえき にしおこっぺかむ）は、北海道紋別郡西興部村にある国道239号の道の駅である。

## 主な施設

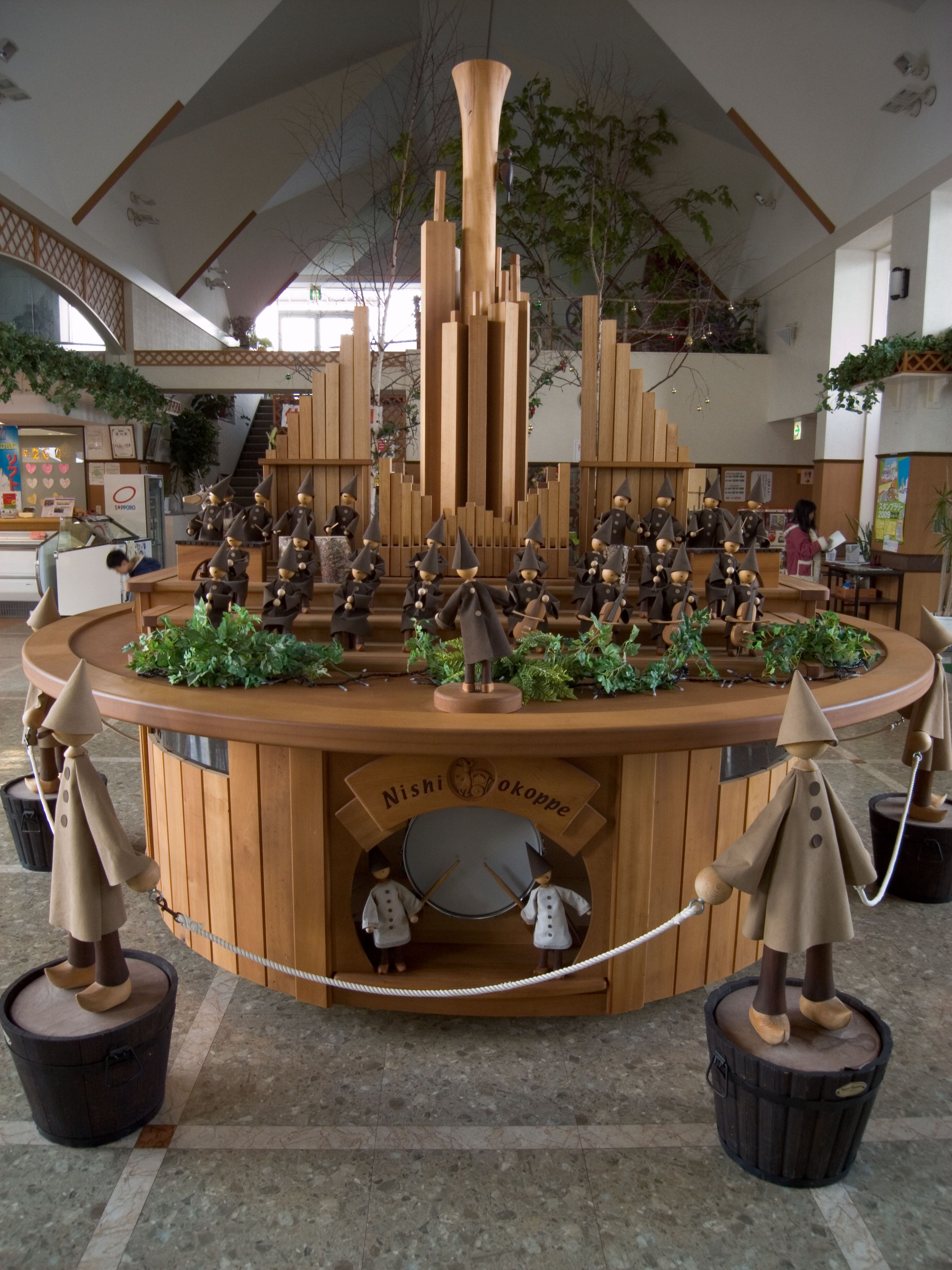
からくりオルガン（2009年11月）

- 駐車場
  - 普通車：66台
  - 大型車：2台
  - 身障者用：2台
- トイレ（いずれも24時間利用可能）
  - 男：大 3器、小 4器
  - 女：5器
  - 身障者用：1器
- 公衆電話：1台
- 特産品販売コーナー
- レストラン
- 軽食コーナー
- 売店

## 休館日
- 毎週火曜日（祝日の場合、翌日）
- 年末年始（12月31日 - 1月5日）

## アクセス
- 国道239号

## 周辺
- 興部川